# Hans Kolo
Hans Kolo (* 30. April 1937 in Königshütte; † 16. März 2022) war ein deutscher Politiker (SPD).

## Werdegang
Kolo machte 1957 sein Abitur am Theresiengymnasium in München und studierte Betriebswirtschaft an der Universität München, wo er 1962 das Examen absolvierte. Nach einer Tätigkeit als Handelslehrer war er über zehn Jahre lang Abteilungsleiter für Volkswirtschaft und Öffentlichkeitsarbeit bei einer großen Wohnungsbau- und Siedlungsgesellschaft in München.
1959 wurde Kolo Mitglied der SPD. Dort war er Sprecher der Arbeitsgemeinschaft sozialdemokratischer Parteien im Alpenraum. Von 1970 bis 1998 saß er im Bayerischen Landtag. In seiner ersten Wahlperiode wurde er im Stimmkreis München-Stadt (4) direkt gewählt, danach zog er stets über die Liste im Wahlkreis Oberbayern ins Parlament ein.